# 281. Sicherungs-Division
De 281. Sicherungs-Division (Nederlands: 281e Beveiligingsdivisie) was een Duitse infanteriedivisie in de Heer tijdens de Tweede Wereldoorlog. Deze divisie was betrokken bij de beveiliging van het Rückwärtigen Heeresgebietes (in de achterhoede gelegen legergebied) van de Heeresgruppe Nord (Legergroep Noord). Ze nam actief aan oorlogsmisdrijven tegen partizanen (Bandenbekämpfung) en de holocaust deel.

## Geschiedenis van de divisie

### 281. Sicherungs-Division
Op 15 maart 1941 werd de divisie uit delen van de 207e Infanteriedivisie in het militair oefenterrein Groß Born in Pommeren in het Wehrkreis II (militaire district II) opgebouwd. De divisie werd tijdens de oorlog voornamelijk aan het Oostfront in het rückwärtigen Heeresgebiet (in de achterhoede gelegen legergebied) voor veiligheidstaken ingezet. In het begin van 1942 was de divisie onder het commando gesteld van het XXXIX. Panzerkorps (39e Pantserkorps). Tijdens de Insluiting bij Cholm, vocht de divisie ondanks de geringe sterkte van 5000 manschappen en missende artillerie tegen de Russen. Van augustus 1942 tot februari 1943 werd de divisie samen met de versterkte 368e infanterieregiment tijdens de omsingeling van Demjansk vernietigd. Vanaf april werd de divisie onder het commando van het 16. Armee (16e Leger) gesteld. Aansluitend werd de divisie in de noordelijke sector van het Oostfront (gebieden rond Polatsk en Koerland) ingezet. De 281e Beveiligingsdivisie ging gezamenlijk met de 207e Beveiligingsdivisie en later met de 285e Beveiligingsdivisie in het bestrijden van de partizanen (Partisanenbekämpfung). Daarnaast werden verschillende maatregelen om het bezettingsregime te handhaven ingezet. In mei 1942 werd door de divisie 128 "zigeuners" geëxecuteerd. Voor 1943 werden er meer dan 2500 boetes, en 900 gevangenisstraffen, en meer dan 500 dwangarbeid geronseld die aan de divisie werden toegeschreven. In juli 1943 gaf de commandant het bevel de burgerbevolking dwangmatig voor het opruimen van mijnen in te zetten. In oktober 1944 nam de divisie aan de Slag om Riga deel. Op 11 november 1944 werd de divisie in Koerland omgevormd in de 281e Infanteriedivisie, en bleef onder het commando van het 16e Leger in het 16e Legerkorps werken.

### 281e Infanteriedivisie
De 281e Infanteriedivisie vocht tijdens de Slag om Koerland. Eind januari/begin februari 1945 werd de divisie onder het commando van het
11. Armee (11e Leger) in de Heeresgruppe Weichsel naar West-Pruisen verplaatst. De divisie nam aan Operatie Sonnenwende deel. Later vocht de divisie nu inmiddels een onderdeel van het 3. Panzerarmee (3e Pantserleger) in Pommeren aan het Oder-front. In april 1945 werd de divisie tijdens de operatie Stettin-Rostocker aan het Oostfront vernietigd. Bij Waren aan het Westfront trokken de resten van divisie met de infanteriedivisie Schlageter samen.
Deze eenheid zette de Amerikaanse buit gemaakte M4 Sherman aan het oostfront in.
Voor deze divisie bestond na de oorlog, een zogenaamde Traditionsverband der 207./281. Infanterie-Division (traditionele vereniging van de 207e/281e Infanteriedivisie), die verschillende publicaties over de geschiedenis van de divisie heeft uitgegeven.

## Commandanten
| Rang            | Naam                           | Begin                                      | Eind                                          | Opmerking                                          |
| --------------- | ------------------------------ | ------------------------------------------ | --------------------------------------------- | -------------------------------------------------- |
| Generalleutnant | Friedrich Bayer                | 14 maart 1941 - Andere bron: 15 maart 1941 | 1 oktober 1941 - Andere bron: 8 december 1941 |                                                    |
| Generalmajor    | Theodor Scherer                | 1 oktober 1941                             | 20 juni 1942                                  |                                                    |
| Generalmajor    | Wilhelm-Hunold von Stockhausen | 20 juni 1942                               | December 1942                                 |                                                    |
| Generalmajor    | Bruno Scultetus                | December 1942                              | 10 mei 1943                                   |                                                    |
| Generalleutnant | Wilhelm-Hunold von Stockhausen | 10 mei 1943                                | 27 juli 1944                                  |                                                    |
| Generalmajor    | Bruno Ortner                   | 27 juli 1944                               | 30 juli 1944 - Andere bron: 25 april 1945     |                                                    |
| Generalmajor    | Alois Windisch                 | 30 juli 1944                               | 19 september 1944                             |                                                    |
| Generalmajor    | Bruno Ortner                   | 19 september 1944                          | Andere bron: januari 1945 - 25 april 1945     | Januari 1945 hernoemd in de 281e Infanteriedivisie |
|                 |                                | 25 april 1945                              | 8 mei 1945                                    |                                                    |

### Eerste Generale Stafofficier (Ia)
| Rang                                | Naam                         | Begin            | Eind                                             | Opmerking |
| ----------------------------------- | ---------------------------- | ---------------- | ------------------------------------------------ | --------- |
| Hauptmann                           | Hubert Rechlin               | Maart 1941       | April 1941                                       |           |
| Hauptmann                           | Helmut Picot                 | 10 april 1941    | 15 december 1941 - Andere bron: 19 december 1941 |           |
| Major - Andere bron: Oberstleutnant | Max von Cranach              | 19 december 1941 | Januari 1943                                     |           |
| Major                               | Dr. Fritz Fischer (militair) | Mei 1943         | 1944                                             |           |
| Major                               | Dicke i.V.                   | m. Meldg. v.     | 1 maart 1943                                     |           |
| Major                               | Dechamps                     | m. Meldg. v.     | 1944                                             |           |
| Major                               | Dr. Wilhelm Lütjen           | 30 juli 1944     | November 1944                                    |           |

## Gebieden van operaties[4]
- Nazi-Duitsland, (maart 1941 - juni 1941)
- Oostfront, noordelijke sector (juni 1941 - januari 1945)

## Onderscheiding

### Ridderkruis van het IJzeren Kruis
- Theodor Scherer op 20 februari 1942 als Generalmajor en commandant van de 281. Sicherungs-Division / XXXIX. Armee-Korps / 16.Armee /Heeresgruppe Nord[15]

## Samenstelling[5]
Begin 1942:
- Versterkte Infanterie-Regiment 368[3]
- II./Artillerie-Regiment 207 met 4e - 6e batterij[3]
- Wach-Bataillon 707[3]
- Landesschützen-Regimentsstab 107[3]
- Divisions-Nachrichten-Abteilung 822
- Divisionseinheiten 368

1944:
- Grenadier-Regiment 368
- Sicherungs-Regiment 107
- III./Polizei-Regiment 9
- Ost-Reiter-Abteilung 281
- Panzer-Kompanie 281
- Artillerie-Abteilung 281
- Divisions-Nachrichten-Abteilung 822
- Divisionseinheiten 368